# 5701 Baltuck
5701 Baltuck este o planetă minoră (asteroid), cu un diametru de 8,605 km, din centura de asteroizi. A fost descoperită pe 26 octombrie 1929 la observatorul Lowell⁠(d) de Clyde Tombaugh și a fost numită după Miriam Baltuck⁠(d). 
Obiectul prezintă o orbită caracterizată de o semiaxă mare de 2,7520227 UAi, o excentricitate de 0,19, o înclinație de 6,23337 ° în raport cu ecliptica.